# Pato-azul
Pato-azul-maori ou pato-azul (Hymenolaimus malacorhynchos) é um membro da família dos patos , gansos e cisnes Anatidae, endêmica da Nova Zelândia. É o único membro do gênero Hymenolaimus.